# Günther Schramm

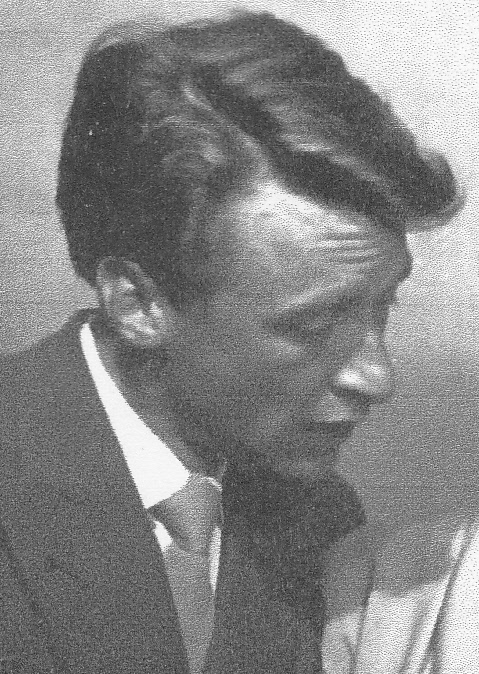
Günther Schramm (1952)

Günther Schramm (* 18. Februar 1929 in Potsdam) ist ein deutscher Schauspieler, Hörspielsprecher, Synchronsprecher, Fernsehmoderator, Kabarettist und Sänger.

## Leben
Als Sohn des Arztes Günther Schramm wuchs er in Hamburg auf. Er hatte einen Bruder und Schwestern. Schramm studierte von 1950 bis 1951 an der Staatlichen Hochschule für Musik und Theater Hamburg. 
Schramm ist seit 1958 in zweiter Ehe mit der Schauspielerin Gudrun Thielemann verheiratet; aus der Verbindung, in die sie einen Sohn (* 1955) brachte, stammt der 1959 geborene Sohn. Außerdem ist Günther Schramm Vater einer Tochter (* 1954) aus seiner ersten Ehe. Von 1982 bis 2001 lebte Günther Schramm auf Vancouver Island in Kanada. Heute ist die Familie wieder in Grünwald bei München ansässig.

## Karriere

### Theaterschauspieler
Nach Abschluss seiner Schauspielausbildung erhielt Schramm im Jahr 1952 sein erstes Engagement beim literarischen Kabarett Die Buchfinken. Es folgten verschiedene Theaterrollen, vor allem an Hamburger Bühnen (Thalia-Theater, Junges Theater, Hamburger Kammerspiele).

### Film- und Fernsehschauspieler
Seit 1952 arbeitet Schramm als Fernsehdarsteller. Berühmt wurde er ab 1969 in der Rolle des Walter Grabert als Mitarbeiter von Kommissar Keller in der beliebten Fernsehserie Der Kommissar. Zuvor war er bereits in Gastrollen in Fernsehreihen wie Das Kriminalmuseum und Graf Yoster gibt sich die Ehre zu sehen.
Auch in Spielfilmen hatte er mehrere Rollen inne, so z. B. im Jahr 1968 im ersten Teil (Zur Hölle mit den Paukern) der Filmreihe Die Lümmel von der ersten Bank, wo er den neuen, modernen Lehrer „Dr. Kersten“ spielte, oder im Film Grün ist die Heide aus dem Jahr 1972.
2004 war er im zweiten Fernsehfilm Inga Lindström: Begegnung am Meer aus der Fernsehfilm-Reihe Inga Lindström zu sehen. 2006 trat er in der Episode „Shanghai–Burma“ der ZDF-Serie Das Traumschiff in einer Gastrolle auf (Erstausstrahlung am 1. Januar 2007). Von 2007 bis 2013 hatte er eine fortlaufende Rolle in der ZDF-Fernsehserie Forsthaus Falkenau. 2017 spielte er einen Tatverdächtigen in der Fernsehserie SOKO München.

### Hörspiel- und Synchronsprecher
1952 begann er auch seine Tätigkeiten als Hörspielsprecher, mit Schwerpunkt in den 1950er und 1960er Jahren, vorwiegend beim NWDR Hamburg und dem NDR. Eine Ausnahme stellte dabei seine Mitwirkung in einem Mundart-Hörspiel dar, nämlich in Julia un de Renaissance, wo er u. a. neben Hartwig Sievers, Otto Lüthje und Uwe Friedrichsen zu hören war.

### Fernsehmoderator
Von 1968 bis 1970 moderierte er einmal jährlich die ARD-Show Baden-Badener Roulette, von 1973 bis 1981 die ARD-Rate-Serie Alles oder nichts und von 1981 bis 1985 im ZDF die Quizsendung Erkennen Sie die Melodie?. 1971 moderierte er in der ARD die deutsche Vorausscheidung zum Grand Prix Eurovision "Ein Lied für Dublin".

## Auszeichnungen
Günther Schramm wurde in den Jahren 1970, 1971, 1972 und 1975 mit einem Bambi ausgezeichnet. Im Jahr 1974 ernannte ihn das Tabak Forum zum Pfeifenraucher des Jahres.

## Filmografie
- 1955: Die letzte Nacht der Titanic
- 1957: Draußen vor der Tür
- 1958: Sie schreiben mit
- 1958: Die Ausgestoßene
- 1958: Unser Herr Vater
- 1959: Die Caine war ihr Schicksal
- 1959: Zieh weiter, Pony
- 1959: Affäre Dreyfus
- 1959: Als geheilt entlassen
- 1960: Wer überlebt, ist schuldig
- 1960: Terror in der Waage
- 1960: Kreuze am Horizont
- 1960: Die Botschafterin
- 1961: Die ewige Flamme
- 1961: Er ging an meiner Seite
- 1962: Die glücklichen Jahre der Thorwalds
- 1962: Schneewittchen und die sieben Gaukler
- 1963: Der Privatsekretär
- 1963: Dame Kobold
- 1963: Sessel am Kamin
- 1963: Das Kriminalmuseum – Die Fotokopie (Folge 4)
- 1963: Die fünfte Kolonne – Es führt kein Weg zurück (Folge 1)
- 1964: Das Kriminalmuseum – Der Schlüssel (Folge 12)
- 1964: Die fünfte Kolonne – Der Gast (Folge 8)
- 1964–1965: Unsere große Schwester (Fernsehserie, 13 Folgen)
- 1965: Mariana Pineda
- 1965: Kandidat Cormoran
- 1965: Willkommen in Altamont
- 1965: Unsterblichkeit mit Marschmusik
- 1965: Das Feuerzeichen
- 1965: Carrie
- 1965: Liebe nicht ausgeschlossen
- 1966: Der Fall Rouger
- 1966: Träume in der Mausefalle
- 1966: Kein Freibrief für Mord
- 1966: Intercontinental Express – Die Puppe mit dem Porzellankopf
- 1966: Oh, diese Geister
- 1966: Sie schreiben mit – Die Annonce
- 1967: Zur blauen Palette
- 1967: Gespensterquartett
- 1967: Großer Mann was nun?
- 1967: Frühling in Baden-Baden
- 1967: Lord Arthur Saviles Verbrechen
- 1967: Verräter (Dreiteiler)
- 1967: Dynamit in grüner Seide
- 1968: Die Lümmel von der ersten Bank – Zur Hölle mit den Paukern
- 1968: Graf Yoster gibt sich die Ehre – Auf Gegenseitigkeit (Folge 20)
- 1969: Der verlogene Akt
- 1969: Bericht einer Offensive
- 1969: In einem Monat, in einem Jahr
- 1969–1976: Der Kommissar (Fernsehserie, 95/97 Folgen)
- 1970: Luftsprünge – Die Après-Skikanone
- 1972: Grün ist die Heide
- 1972: Delikatessen
- 1972–1973: Algebra um Acht (mehrere Folgen)
- 1975: Unter einem Dach (8 Folgen)
- 1979: In freier Landschaft
- 1982: Das kann ja heiter werden – Die neue Polizeisirene
- 1995: Sascha darf nicht sterben
- 1999: Holstein Lovers
- 2000: Für die Liebe ist es nie zu spät
- 2000: Ruf der Vergangenheit
- 2002: Sehnsucht nach Sandin
- 2003: Die andere Eva
- 2003: Aus Liebe zu Deutschland – Eine Spendenaffäre
- 2004: Inga Lindström – Begegnung am Meer
- 2004: Das Bernstein-Amulett
- 2005: Auf den Spuren der Vergangenheit
- 2005: Ums Paradies betrogen
- 2006: Lilly Schönauer – Liebe hat Flügel
- 2007: Kreuzfahrt ins Glück – Hochzeitsreise nach Burma
- 2007: Fjorde der Sehnsucht
- 2007–2013: Forsthaus Falkenau (Fernsehserie, 97 Folgen)
- 2008: Das Geheimnis der Wolfsklamm (Couchkino/Tirol/Kramsach)
- 2008: Das Traumschiff – Kilimandscharo-Malediven-Indien
- 2009: Geld.Macht.Liebe (2 Folgen)
- 2011–2017: SOKO München (Fernsehserie, 2 Folgen, verschiedene Rollen)
- 2011: Die geerbte Familie

## Synchronrollen (Auswahl)

### Filme
- 1957: Alec McCowen in In letzter Stunde als Alec Graham
- 1961: Philip O'Flynn in Der Goliath von Galway als Trapper
- 1964: Mickey Simpson in Sie nannten ihn King als „der Befreier“
- 1968: Dick Van Dyke in Tschitti Tschitti Bäng Bäng als Caractacus Potts
- 1987: Peter Gilmore in Die große Sehnsucht der Judith Hearne als Kevin O'Neill

### Serien
- 1960–1964: Efrem Zimbalist, Jr. in 77 Sunset Strip als Stuart Bailey (2. Stimme)
- 1967: Lloyd Bochner in Solo für O.N.C.E.L. als Max Van Schreeten
- 1967: Pat Harrington Jr. in Solo für O.N.C.E.L. als Guido Panzini
- 1968: Gary Miller in Simon Templar als Slater

## Hörspiele
- 1952: André Maurois: Hofmachen und Eroberung – Regie: Hans Rosenhauer
- 1952: Josef Martin Bauer: Der König von Albanien – Regie: Fritz Schröder-Jahn
- 1952: Margarethe Herold: Das Gericht zieht sich zur Beratung zurück (Folge: Alfred auf Trümmern) – Regie: Gerd Fricke
- 1954: Rolf Becker: Gestatten, mein Name ist Cox (2. Staffel: 4. Teil: Whisky auf nüchternen Magen) – Regie: Hans Gertberg
- 1954: Fred von Hoerschelmann: Ich höre Namen – Regie: Fritz Schröder-Jahn
- 1954: Dylan Thomas: Unter dem Milchwald (als Regieassistent) – Regie: Fritz Schröder-Jahn
- 1954: Alfred Andersch: Die Feuerinsel oder die Heimkehr des Kapitäns Tizzoni – Regie: Fritz Schröder-Jahn
- 1954: Friedrich Dürrenmatt: Herkules und der Augiasstall – Regie: Gert Westphal
- 1955: Renate Singhofen: Der Mann mit dem Schnupfen. Groteske – Regie: S. O. Wagner
- 1955: Hermann Stahl: Der Freund des Mr. Lowden – Regie: Gert Westphal
- 1955: Horst Mönnich: Prozeßakte Vampir (5. Teil: Mr. Cross erzählt: Auf dem Grunde des Meeres) – Regie: Hans Gertberg
- 1955: Hans Weigel: Angelica – Bearbeitung und Regie: Oswald Döpke
- 1955: Fred von Hoerschelmann: Fröhliches Erwachen – Regie: Gert Westphal
- 1955: Willy Kleemann: Das Gericht zieht sich zur Beratung zurück (Folge: Jutta und Michael) – Regie: Gerd Fricke
- 1955: Hans Werner Richter: Pipapo – die Geschichte eines Drehbuchs – Regie: Hans Gertberg
- 1955: Eva Lenk: Chancen nur für Aphrodite? Ein Spiel um Mauerblümchen und Schönheitskönigin – Regie: Gerlach Fiedler
- 1956: E. C. Bentley: Trents letzter Fall – Regie: Wolfgang Schwade
- 1956: Nikolai Gogol: Der neue Mantel – Regie: Gert Westphal
- 1956: Walter Jens: Ahasver – Regie: Fritz Schröder-Jahn
- 1956: Heilwig von der Mehden: Vor der Tür zum siebenten Himmel – Regie: S. O. Wagner
- 1957: Albert Mähl: Julia un de Renaissance. Eine autobiographische Funkerzählung (Mundart-Hörspiel) – Regie: Hans Tügel
- 1957: Ernst Schnabel: Ein Abend mit Ovid (1. Teil: Die Leidenschaftlichen) – Regie: Ernst Schnabel
- 1959: Joachim Jomeyer: Spionage (8. Teil: Der Dicke und die Tauben) – Regie: S. O. Wagner
- 1960: Dorothy Leigh Sayers: Der Drachenkopf (Lord Peter Wimsey) – Regie: Edward Rothe
- 1960: Hermann Bahr: Die Stimme – Regie: Mathias Neumann
- 1960: Günther Weisenborn: Die silberne Sechs – Regie: Mathias Neumann
- 1960: Harold Pinter: Eine Nacht außer Haus – Regie: Fränze Roloff
- 1961: Hellmut Kleffel: Die Jagd nach dem Täter (Folge: Mord auf Abruf) – Regie: Gerda von Uslar
- 1961: Richard Hughes: Gefahr – Regie: Ulrich Lauterbach
- 1961: Honoré de Balzac: Die rote Herberge – Regie: Werner Hausmann
- 1962: Wolfgang Graetz: Die Nacht allein – Regie: Mathias Neumann
- 1962: Harold Pinter: Der Hausmeister – Regie: Martin Walser
- 1962: Ingeborg Schmidt: Blaufeuer – oder: Das hohe Gefühl – Regie: Günter Siebert
- 1962: Ilse Aichinger: Besuch im Pfarrhaus – Regie: Kraft-Alexander zu Hohenlohe-Oehringen
- 1962: Ephraim Kishon: Der Blaumilchkanal – Regie: Horst Loebe
- 1962: R. Holl: Die Jagd nach dem Täter (Folge: Unter grünen Bäumen) – Regie: S. O. Wagner
- 1962: Lawrence Durrell: Actis – Bearbeitung und Regie: Oswald Döpke
- 1962: Luigi Squarzina: Nah ist und schwer zu fassen der Gott – Regie: Gert Westphal
- 1962: Roderick Wilkinson: Wie gut, dass Du ein Mordskerl bist. Praktische Hinweise über den Umgang mit allzu erfolgreichen Ehemännern – Regie: Günter Siebert
- 1962: Paolo Levi: Spinnennetz – Regie: Günter Bommert
- 1962: Nicolaus Hix: Die Jagd nach dem Täter (Folge: Ich habe mich geirrt) – Regie: S. O. Wagner
- 1963: Sergio Zavoli: Clausura oder Die Stimme der Frommen. Ein Gespräch mit Nonnen eines italienischen Klosters – Regie: Wolfgang Schwade
- 1963: Kurt Heynicke: Auf Wiedersehen in der Rue de Pontoise – Regie: Matthias Neumann
- 1963: Thornton Wilder: Liebe und wie man sie heilt – Regie: Fritz Schröder-Jahn
- 1963: Hermann Moers: Das Wespennest – Regie: Gert Westphal
- 1964: Géza Ottlik: Die Schule an der Grenze – Regie: N. N.
- 1965: Der Kläger unter Anklage. Bertolt Brecht vor dem McCarthy Ausschuss – Protokoll des Verhörs am 30. Oktober 1947 in Washington – Regie: Fritz Schröder-Jahn
- 1965: Peter Kersten: 43 Quartaner. Prag am 15. März 1939 – Regie: Hans Jürgen Ott
- 1965: Ermanno Maccario: Der absurde Traum des Monsieur Tulipe – Regie: Ulrich Lauterbach
- 1965: Arnošt Lustig: Prager Kreuzungen – Bearbeitung und Regie: Jiri Horcicka
- 1966: Walter Erich Schäfer: Die Nacht im alten Hotel – Regie: Hans Bernd Müller
- 1967: Mark Clifton: Der Berg aus Quarz – Regie: Heio Müller
- 1968: Berkely Mather: Ohne Dank zurück – Regie: Fritz Schröder-Jahn
- 1969: Charles Maître: Hölle auf Erden – Regie: Otto Kurth
- 1969: Hermann Freudenberger: Immer Ärger im Urlaub – Regie: Otto Kurth
- 1969: Louis C. Thomas: Anonyme Briefe – Regie: Hans Gerd Krogmann
- 1969: Jacob Zilber: Sprich dich aus – Regie: Otto Düben
- 1970: Louis C. Thomas: Teuflisches Spiel – Regie: Dieter Carls
- 1977: Hans Peter Preßmar: Bürger Z 56 00 31 B Drückt seinen Knopf nicht mehr – Regie: Andreas Weber-Schäfer
- 1978: Elfriede Jelinek: Die Jubilarin – Regie: Alexander Malachovsky
- 1987: Arthus C. Caspari: Die Gleichzeitigkeit der Vereisung oder haben Sie Shoa gesehen? – Regie: Robert Matejka
- 1993: Dashiell Hammett: Zwei scharfe Messer – Regie: Hartmut Kirste
- 1993: Hans-Peter Breuer: Ohrenschmaus oder Es ist Mitternacht, Herr Beurteiler – Regie: Otto Düben